# Ulrich Hildebrandt
Karl Sigismund Ulrich Hildebrandt (ur. 1 lipca 1870 w Trzebiatowie, zm. 17 lutego 1940 w Szczecinie) – niemiecki kompozytor, pianista i organista.

## Życiorys
Syn prawnika. Od dzieciństwa był niewidomy. W wieku 8 lat osiadł z rodziną w Szczecinie, gdzie zaczął grać na fortepianie i organach. Kształcił się u Karla Adolfa Lorenza. W wieku 13 lat koncertował na organach w szczecińskim kościele św. Jana. Studiował na Uniwersytecie Berlińskim u Heinricha Reimanna, w dużej mierze pozostał jednak samoukiem. Od 1894 roku zastępował Gustava Flügla na stanowisku organisty kościoła zamkowego św. Ottona w Szczecinie, a w 1898 roku objął po nim to stanowisko. Występował jako koncertujący organista, był też specjalistą w zakresie budowy organów. W 1931 roku na zamówienie prowincjonalnej rady kościelnej opracował księgę organową dla Pomorza i Brandenburgii (Choralbuch zum evangelischen Gesangbuch für Pommern und Brandenburg), w której zawarł trzy swoje kompozycje. W 1917 roku Ministerstwo Oświaty i Wyznań przyznało mu tytuł Królewskiego Dyrektora Muzycznego, a w 1928 roku otrzymał tytuł doktora honoris causa fakultetu teologicznego Uniwersytetu w Greifswaldzie. Współpracował jako recenzent z gazetą „Ostsee Zeitung”.
Komponował m.in. sonaty fortepianowe, sonaty na skrzypce i fortepian, sonaty na instrumenty dęte, utwory chóralne, pieśni, kantaty chorałowe. Z okazji 400-lecia reformacji skomponował Reformations Kantate op. 30 (1917).